# Erich Kroner
Erich Kroner (* ca. 1888; † 1937) war ein preußischer Baubeamter und deutscher Sportjournalist.

## Leben

### Regierungsbaumeister
Erich Kroner studierte zunächst Architektur, möglicherweise an einer Berliner Hochschule. Er beendete seine Studien mit dem Grad eines Dipl.-Ingenieurs. Als Regierungsbauführer beantragte er die Zulassung zur zweiten Staatsprüfung, die er im November 1915 mit anschließender Ernennung zum Regierungsbaumeister für das Hochbaufach in Berlin ablegte. Als Regierungsbaumeister im Bereich des preußischen Ministeriums der öffentlichen Arbeiten wurde Kroner im Oktober 1916 an die Königliche Regierung in Königsberg überwiesen. Von dort wechselte er im September 1919 nach Berlin. Auf eigenen Wunsch schied er im Juli 1920 aus dem Staatsdienst aus.

### Zeichner und Sportjournalist
Kroner hatte um seine Entlassung nachgesucht, um als Zeichner und Karikaturist bei Radrennen und Boxveranstaltungen zu arbeiten. 1923 wurde er Chefredakteur des Illustrierten Radrenn-Sports (Illus). Daneben fungierte er mehrere Male als Sportlicher Leiter von Sechstagerennen (zunächst gemeinsam mit Karl Saldow) sowie anderen Radrennen in Berlin und sprach auch Radio-Reportagen.
Wegen seiner jüdischen Herkunft wurde Erich Kroner im Februar 1933 als Chefredakteur des Illus abgelöst; sein Nachfolger wurde Fredy Budzinski, der allerdings auch nach einem Jahr diese Stellung verlassen musste, weil er mit einer „nicht-arischen“ Frau verheiratet war. Später wurde Erich Kroner von der Gestapo verhaftet und im KZ Sachsenhausen inhaftiert. Dort verschlimmerte sich sein Nierenleiden, so dass er nach seiner Entlassung aus der Haft 1937 im Alter von 49 Jahren starb.